# Brouwerij Slaghmuylder
Brouwerij Slaghmuylder is een brouwerij in het Oost-Vlaamse Ninove in België.

## In de familie
Graanhandelaar Emmanuel Slaghmuylder richtte in 1860 een brouwerij op in de Sint-Jorisstraat in het historische stadscentrum. Op de houten vaten stond "E Slaghmuylder" waaruit de familietraditie ontstond dat de namen van de zonen in de familie werden bedacht die begonnen met een E, wat in die generatie gebruikelijk was. Deze eerste vaten waren echter nog niet geschikt voor de echte handel. Deze stonden in cafés en werden daar ter plekke opgevuld, maar niet vervoerd vanuit de brouwerij. De latere edities vaten hebben enkel "Slaghmuylder" ingekerfd staan.
In 1884 nam zoon Ernest Slaghmuylder (1853-1921) het bedrijf over. Hij was gehuwd met Marie Van Roy (1867-1957), die de oudste zus was van burgemeester en brouwer Raymond Van Roy (1885-1951) uit Wieze; alsook de zus van Arthur Van Roy (1870-1952) een van de medestichters van Brouwerij Palm uit Steenhuffel.
Na de dood van Ernest werd in 1924-1925 een nieuwe brouwerij gebouwd langs de Denderhoutembaan, aan de stadsrand, waar ze vandaag nog is gevestigd. De grond waarop de brouwerij werd gebouwd, behoorde eertijds tot de abdij van Ninove. Deze bood voldoende ruimte voor de productie van ondergistende bieren: de pils Slag Lager werd hier gebrouwen vanaf 1926. Ernests zonen Emile, Edmond en Edouard richtten samen met hun moeder in 1932 de naamloze vennootschap Brouwerij Slaghmuylder op.
Tijdens de Tweede Wereldoorlog werd overgeschakeld naar hoge gistingsbieren omwille van energieproblemen. Het duurde uiteindelijk tot in 1958 vooraleer men terug de pils begon te brouwen, aangevuld met de bieren Helles (export) en Tafel-Hell. De brouwerij heeft verschillende cafés in en rond Ninove in eigendom, waardoor ze zich steeds van afzet heeft kunnen verzekeren.
In de jaren zestig van de twintigste eeuw nam de vierde generatie Slaghmuylders de roerstok over: Philippe (zoon van Emile), Everard (zoon van Edouard), en Michel (zoon van Edmond), verantwoordelijk voor het brouwproces.

## Onroerend erfgoed
De brouwerij is niet beschermd als monument, maar staat sinds 1978 wel op de Inventaris van het Bouwkundig Erfgoed.

## Witkap Pater
Vanaf 1979 begon Brouwerij Slaghmuylder op verzoek van de Brouwerij De Drie Linden uit Brasschaat met het brouwen van de Witkap.Pater. Vanaf 1981 deed ze dit volledig voor eigen rekening en in drie varianten, de Stimulo, de Dubbele Pater en de Tripel. Hierna volgden nog andere hoge gistingsbieren zoals Ambiorix en Stropken. Sinds 1988 wordt Witkap uitgevoerd naar de Verenigde Staten en Groot-Brittannië.
In Ninove, de thuishaven van de brouwerij, bevond zich de abdij van Sint-Cornelius en Sint-Cyprianus, een norbertijnenabdij, waarvan enkel de kerk en een aantal ruïnes nog resten. De norbertijnen worden ook witheren genoemd omwille van hun witte habijt. Hoewel de naam Witkap de indruk wekt te verwijzen naar deze abdij, is dit niet het geval. Het habijt van de pater op het etiket is geen wit norbertijnenhabijt. De naam verwijst naar de witte kappen die de trappisten dragen tijdens erediensten.
Het amberkleurige bier Greut Lawauitj, voor het eerst geschonken in 2004 ter gelegenheid van het Europees Kampioenschap van Bellemannen, wordt thans verkocht als Witkap Pater Special.
In de jaren 2005-2009 trad de vijfde generatie aan in het familiebedrijf. Het brouwproces is thans in handen van Luc Verhaegen, eerder brouwingenieur bij Van Roy, De Koninck en De Landtsheer. De brouwerij vierde in 2010 haar 150-jarig bestaan.

## Bieren

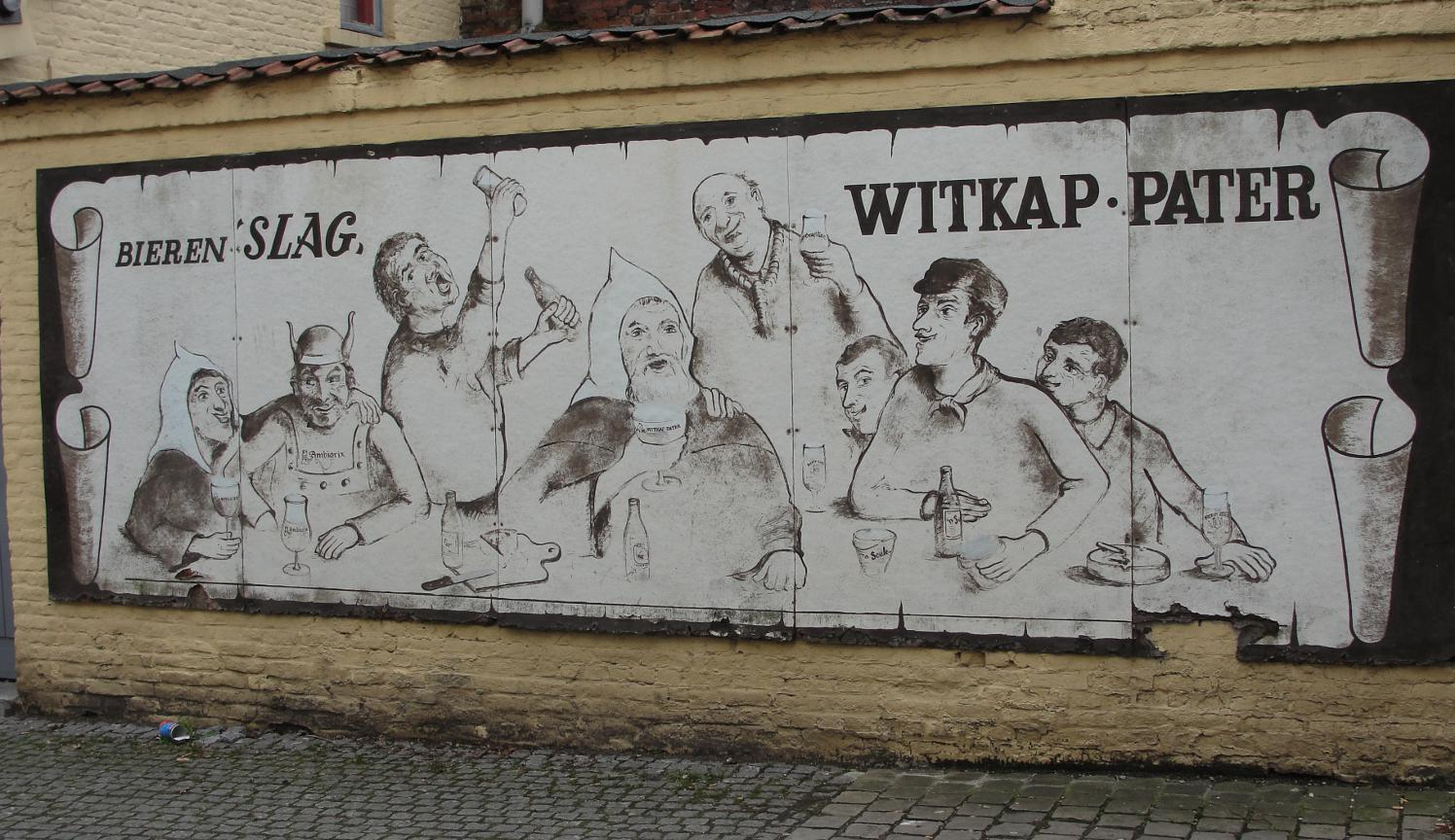
Reclamepaneel uit de jaren 1980 voor de Slaghmuylder-bieren van die tijd: Slag Lager, Witkap Pater, Ambiorix, Stropken en 'n Seule

### Lage gisting
- Slag Lager
- Slaghmuylder's Kerstbier
- Slaghmuylder's Paasbier

### Hoge gisting
- Witkap Stimulo, Dubbel en Tripel
- Greut Lawauitj / Witkap Special
- Ambiorix
- Pikkeling
- Hertalse Poorter - gebrouwen in 2009 ter gelegenheid van 800 jaar Herentals
- Wortelbier - gelegenheidsbier voor carnaval 2012